# Pseudocercospora metrosideri
Pseudocercospora metrosideri är en svampart som beskrevs av U. Braun 2001. Pseudocercospora metrosideri ingår i släktet Pseudocercospora och familjen Mycosphaerellaceae.   Inga underarter finns listade i Catalogue of Life.